# Niedenzuella mater-dei
Niedenzuella mater-dei là một loài thực vật có hoa trong họ Malpighiaceae. Loài này được (Cuatrec.) W.R. Anderson mô tả khoa học đầu tiên năm 2006.